# Airbus Corporate Jets
Airbus Corporate Jets és una unitat de negoci d'Airbus SAS que comercialitza i finalitza les variants de negocis dels avions de passatgers d'Airbus. Els seus models van des de l'A318 fins a l'Airbus A380 Prestige, que pot tenir dues o tres cobertes. Airbus entrà en el negoci dels avions de negocis amb l'A319 Corporate Jet el 1997, després de la sortida al mercat del Boeing Business Jet, un derivat del Boeing 737.